# Aron Chmielewski
Aron Chmielewski (* 9. Oktober 1991 in Danzig) ist ein polnischer Eishockeyspieler, der seit 2023 beim HC Olomouc in der tschechischen Extraliga unter Vertrag steht.

## Karriere
Aron Chmielewski begann seine Karriere als Eishockeyspieler in der Jugendabteilung von Stoczniowiec Gdańsk. 2007 wechselte er zur U18 der Hannover Indians in die Jugend-Bundesliga, die zweithöchste Juniorenliga in Deutschland. Aber schon nach einem Jahr zog es ihn nach Danzig zurück, wo er zunächst in der zweiten Mannschaft, die in der I liga spielte, eingesetzt wurde. Von 2009 bis 2011 spielte er für seinen Stammverein dann in der Ekstraliga, der höchsten polnischen Spielklasse. Bereits in seinem zweiten Jahr wurde er 2011 für das All-Star-Spiel der polnischen Liga nominiert. Als der Werftarbeiterklub seine Erwachsenenmannschaften aus finanziellen Gründen zurückzog, wechselte Chmielewski von der Ostseeküste zum KS Cracovia in den kleinpolnischen Süden des Landes. Mit dem Team aus Krakau wurde er 2013 polnischer Landesmeister und 2014 Pokalsieger. Die bei Cracovia gezeigten starken Leistungen, in der Saison 2013/14 erzielte er 69 Scorerpunkte in 48 Ligaspielen, machten den tschechischen Spitzenklub HC Oceláři Třinec aufmerksam und Chmielewski wechselte 2014 in die tschechische Extraliga. In der Spielzeit 2014/15 spielte er neben einigen Einsätzen in der Extraliga zunächst jedoch vorwiegend für den HC AZ Havířov 2010 aus der zweitklassigen 1. Liga. 2015 bis 2018 wurde er zeitweise an den HC Frýdek-Místek ausgeliehen, mit dem er 2016 aus der 2. Liga, der dritthöchsten tschechischen Eishockeyliga, in dortige 1. Liga aufstieg. In der Spielzeit 2017/18 spielte erstmals häufiger für Oceláři Třinec in der Extraliga, als unterklassig für Frýdek-Místek. Seit Ende 2018 spielte er ausschließlich in Třinec.
Chmielewski nahm mit seinem Klub am Spengler Cup 2019 teil und wurde in das All-Star-Team des Turniers gewählt. Am Ende der Spielzeiten 2018/19, 2020/21, 2021/22 und 2022/23 gewann er mit Oceláři Třinec jeweils die tschechische Meisterschaft. Nach dem vierten Titel wechselte er zum Ligarivalen HC Olomouc.

### International
Für Polen nahm Chmielewski im Juniorenbereich an den U18-Weltmeisterschaften der Division I 2008 und 2009 sowie der U20-Weltmeisterschaft der Division I 2010 und der U20-Weltmeisterschaft der Division II 2011, als er nicht nur erfolgreichster Torjäger und Scorer war, sondern auch die beste Plus/Minus-Bilanz aufweisen konnte, teil. 
Im Seniorenbereich stand er erstmals bei der Weltmeisterschaft 2014 im Aufgebot seines Landes und stieg mit den Polen von der B-Gruppe der Division I in die A-Gruppe auf. Dort spielte er dann bei den Turnieren 2015, 2016, 2017, 2018 und 2023, als den Polen erstmals seit mehr als 20 Jahren die Rückkehr in die Top-Division gelang. Nachdem die Polen zwischenzeitlich ohne Chmielewski abgestiegen waren, nahm er bei der Weltmeisterschaft 2022 wieder an der B-Gruppe der Division I und erreichte dort den erneuten Aufstieg. Zudem vertrat er seine Farben bei den Qualifikationen für die Olympischen Winterspiele 2018 in Pyeongchang und 2022 in Peking.

## Erfolge und Auszeichnungen
- 2011 Aufstieg in die Division I bei der U20-Weltmeisterschaft der Division II, Gruppe B
- 2011 Bester Torschütze und Scorer sowie beste Plus/Minus-Bilanz bei der U20-Weltmeisterschaft der Division II, Gruppe B
- 2013 Polnischer Meister mit KS Cracovia
- 2014 Aufstieg in die Division I, Gruppe A, bei der Weltmeisterschaft der Division I, Gruppe B
- 2014 Polnischer Pokalsieger mit dem KS Cracovia
- 2016 Aufstieg in die tschechische 1. Liga mit dem HC Frydek-Mistek
- 2019 Tschechischer Meister mit dem HC Oceláři Třinec
- 2019 All-Star-Team des Spengler Cups
- 2021 Tschechischer Meister mit dem HC Oceláři Třinec
- 2022 Tschechischer Meister mit dem HC Oceláři Třinec
- 2022 Aufstieg in die Division I, Gruppe A, bei der Weltmeisterschaft der Division I, Gruppe B
- 2023 Tschechischer Meister mit dem HC Oceláři Třinec
- 2023 Aufstieg in die Top-Division I bei der Weltmeisterschaft der Division I, Gruppe A

## Statistik
(Stand: Ende der Saison 2022/23)